# Eva Noblezada

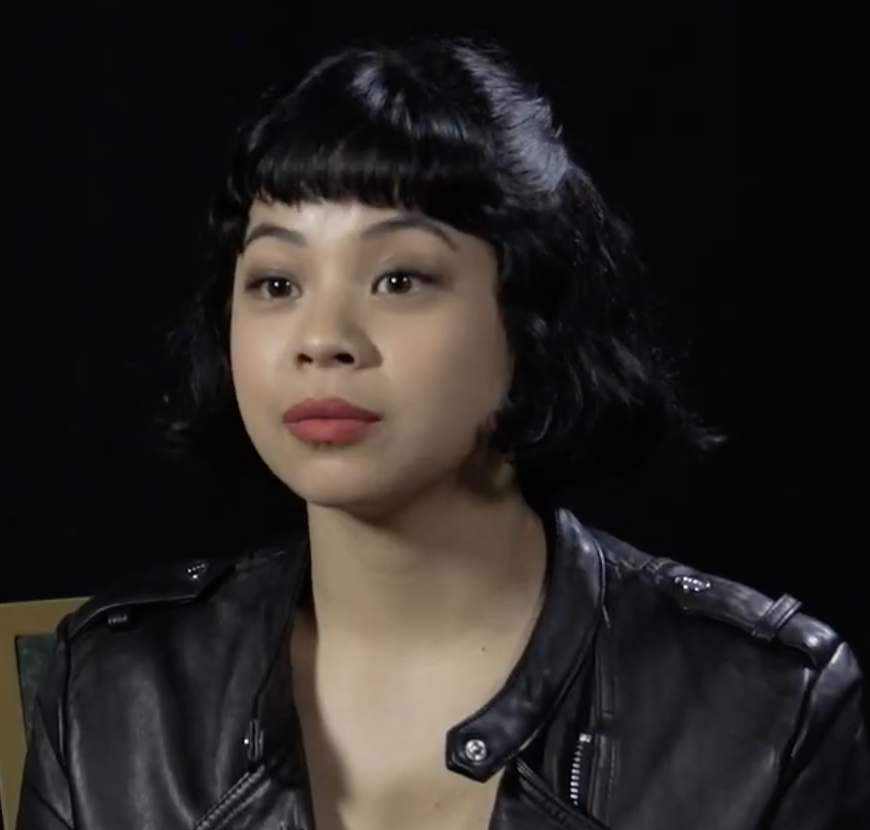
Eva Noblezada 2019

Eva Maria Noblezada (* 18. März 1996 in San Diego) ist eine US-amerikanische Schauspielerin und Sängerin.

## Leben
Ihre Mutter stammt ursprünglich aus Mexiko, besitzt aber die amerikanische Staatsbürgerschaft. Ihr Vater ist philippinischer Herkunft. Noblezada wuchs zunächst in ihrer Geburtsstadt auf, später zog die Familie nach Charlotte in North Carolina, wo sie bis zu ihrem 17. Lebensjahr die Northwest School of the Arts besuchte.
Bei einer gesanglichen Darbietung im Jahr 2013 wurde eine Casting-Direktorin auf sie aufmerksam und ermöglichte ihr ein Vorsprechen bei  dem Produzenten Cameron Mackintosh, der für das Musical Miss Saigon die Protagonistin suchte und  Noblezada für die Hauptrolle der Kim engagierte. Für diese Rolle bekam Noblezada später unter anderem den Whatsonstage award. Ihre erste Hauptrolle in einem Film spielte sie 2019 in Yellow Rose.

## Filmografie

### Kino
- 2019: Yellow Rose
- 2022: Champ (Kurzfilm)
- 2022: Easter Sunday
- 2022: Luck (Stimme)

### Fernsehen
- 2021: Law & Order: Special Victims Unit (Folge: Turn Me On, Take Me Private)

## Theater
- 2014–2016: Miss Saigon
- 2016: Les Misérables
- 2017–2018: Miss Saigon
- 2018–2019: Hadestown

## Auszeichnungen (Auswahl)
Für ihre Leistung in Miss Saigon bekam Eva Noblezada 2017 den Theatre World Award.
Whatsonstage awards
- 2015: Best Actress in a Leading Role in a Musical

Los Angeles Asian Pacific Film Festival
- 2019: Bahnbrechende Leistung in Yellow Rose

Tony Awards
- 2019: Nominierung als: Beste Hauptdarstellerin in einem Musical in Hadestown

Grammy Awards
- 2020: Grammy Award for Best Musical Theater Album in dem Musical Hadestown